# Noord-Thürings voetbalkampioenschap 1930/31
In 1930/31 werd het zestiende voetbalkampioenschap van Noord-Thüringen gespeeld, dat georganiseerd werd door de Midden-Duitse voetbalbond. SC 1919 Stadtilm werd kampioen en plaatste zich voor de Midden-Duitse eindronde. De club versloeg SpVgg Zella-Mehlis 06 en verloor dan van Preußen 1909 Langensalza.

## Gauliga
| Plaats | Club                     | Wed. | W  | G | V  | Saldo | Ptn.  |
| ------ | ------------------------ | ---- | -- | - | -- | ----- | ----- |
| 1.     | SC 1911 Stadtilm         | 18   | 16 | 1 | 1  | 74:19 | 33:3  |
| 2.     | Erfurter SC 1895         | 18   | 15 | 0 | 3  | 73:21 | 30:6  |
| 3.     | SpVgg 02 Erfurt          | 18   | 12 | 3 | 3  | 42:30 | 27:9  |
| 4.     | VfB 1904 Erfurt          | 18   | 10 | 0 | 8  | 34:32 | 20:16 |
| 5.     | FV 1907 Germania Ilmenau | 18   | 8  | 1 | 9  | 52:51 | 17:19 |
| 6.     | SV 1909 Arnstadt         | 18   | 6  | 1 | 11 | 25:55 | 13:23 |
| 7.     | TSG Gispersleben         | 18   | 5  | 2 | 11 | 42:51 | 12:24 |
| 8.     | VfB Sömmerda             | 18   | 5  | 2 | 11 | 28:51 | 12:24 |
| 9.     | Sportring BV 1897 Erfurt | 18   | 5  | 1 | 12 | 26:28 | 11:25 |
| 10.    | TSV Schwarz-Weiß Erfurt  | 18   | 2  | 1 | 15 | 19:77 | 5:31  |

|  | Kampioen, geplaatst voor Midden-Duitse eindronde |
|  | Degradatie                                       |